# 耿继志
耿继志（？—？），正黄旗人，是一名清朝政治人物。
耿继志曾于康熙三十二年(1693年)接替张楷任延平府知府一职，康熙三十四年(1695年)由范光阳接任。